# II (álbum de METZ)
II es el segundo álbum de estudio de la banda de rock canadiense METZ, publicado el 4 de mayo de 2015, por la disquera Sub Pop.

## Lista de canciones
| II (CD) |                          |          |  |
| N.º     | Título                   | Duración |  |
| 1.      | «Acetate»                | 3:55     |  |
| 2.      | «The Swimmer»            | 2:41     |  |
| 3.      | «Spit You Out»           | 4:49     |  |
| 4.      | «Zzyzx»                  | 0:34     |  |
| 5.      | «I.O.U.»                 | 2:52     |  |
| 6.      | «Landfill»               | 2:42     |  |
| 7.      | «Nervous System»         | 2:09     |  |
| 8.      | «Wait in Line»           | 3:16     |  |
| 9.      | «Eyes Peeled»            | 2:33     |  |
| 10.     | «Kicking a Can of Worms» | 4:19     |  |

## Personal
- Alex Edkins - vocal, guitarra
- Hayden Menzies - batería
- Chris Slorach - bajo

- Datos: Q21203820